# Gare de Sangum Chongnyon
La gare de Sangum Chongnyon (en coréen : 상음청년역) est une gare ferroviaire nord-coréenne située à Sangum-ri, dans l'arrondissement de Tongchon et la province du Kangwon. Elle est desservie par la ligne Kumgangsan.

## Histoire
La gare d'Ogye est ouverte par le Chemin de fer gouvernemental de Chosen (en) le 1er septembre 1929, en même temps que le reste du tronçon originel de la ligne Tonghae Pukpu entre Anbyon et Hupkok.